# جودي ماكغراث
جودي ماكغراث (بالإنجليزية: Judy McGrath)‏ هي منتجة أفلام أمريكية، ولدت في 2 يوليو 1952 في سكرانتون في الولايات المتحدة.

## وصلات خارجية
- جودي ماكغراث على موقع IMDb (الإنجليزية)
- جودي ماكغراث على موقع قاعدة بيانات الفيلم (الإنجليزية)